# Плешивець (Веленє)
Плешивець (словен. Plešivec) — поселення в общині Веленє, Савинський регіон, Словенія. 
Висота над рівнем моря: 584,9 м.